# Enrico di Gorkum
Enrico di Gorkum (in latino Henricus de Gorinchem; Gorinchem, 1378 – Colonia, 19 febbraio 1431) è stato un filosofo, teologo e docente olandese, di scuola tomista.

## Biografia
Non sono note informazioni biografiche certe circa gli anni giovanili di Enrico di Gorkum. Probabilmente, si formò all'Università di Parigi, dove conobbe Giovanni Caprèolo. Nel 1397, conseguì il baccellierato, e, nell'anno successivo, il titolo di Licentiate nelle arti.
Dal 1398 al 1402, ricoprì il ruolo di Magister regens, docente con funzione di preside, nel medesimo ateneo. Dal 1402 al 1409, il suo nome non è più menzionato nei registri dell'università parigina, fatto che determina un vuoto biografico relativamente a questo periodo. Nel 1410 e nel 1414 fu nominato per due volte procuratore della nazione inglese, che si estendeva anche nei territori olandesi, scandinavi e della Germania del nord. I documenti attestano che nel 1418 ottenne il titolo di Magister artium e il 20 dicembre 1419 la licenza in teologia a Colonia. Dal gennaio al 27 febbraio 1420, completò il baccellierato in teologia, vedendosi riconosciuto il precedente titolo parigino.
Divenne così cattedratico di teologia presso la Vecchia Università di Colonia, chiamata Universitas Studii Coloniensis, della quale fu eletto rettore pochi mesi più tardi. Durante il suo mandato, fondò il Gymnasium Montanum, il primo dei tre collegi universitari, un dormitorio-refettorio. scriptorium per studenti e studiosi nato sul modello di quelli parigini, i cui membri condividevano una cassa comune per la copertura delle spese vive.
Nel 1421, si iscrisse alla Facoltà delle arti dell'Università di Rostock, che era stata costituita il 13 novembre 1419. Nel semestre del 1422, ricevette un secondo baccellierato, sempre in arti, apparentemente replicando a Colonia il percorso di studi parigino. Nel 1424, fu nominato vice-cancelliere dell'ateneo, facente funzioni del cancelliere vero e proprio che dal punto di vista giuridico era l'arcivescovo.
Nel semestre estivo del 1427, insegnò probabilmente per un breve periodo alla Facoltà delle Arti di Rostock, al fine di ottenere il riconoscimento della qualifica di Magister.  Nello stesso anno, gli fu concessa una prebenda ecclesiastica con la nomina a canonico della Basilica collegiata di sant'Orsola in Colonia. Nel 1428, fu nominato anche parroco della Piccola Chiesa di san Martino, posizione che, insieme a quella di canonico della basilica cattedrale, mantenne fino alla morte, sopraggiunta nel 1431.

## Attività
Enrico di Gorkum segnò la rinascita del tomismo nel XV secolo, commentando in modo descrittivo le opere di san Tommaso d'Aquino, nel tentativo di preservare la loro concordanza con il pensiero di sant'Alberto Magno ovvero di conciliarle con quelle di quest'ultimo. Sebbene avesse seguito la cosiddetta via antiqua, favorevole alla restaurazione dell'aristotelismo scolastico all'interno della facoltà teologica, nei commenti di Enrico di Gorkum non mancano elementi di neoplatonismo, che influenzarono notevolmente Jean Gerson.
La sua produzione letteraria comprende scritti filosofici, teologici e logici. Il Propositiones libri physicorum è l'unico scritto di logica del quale può essere stabilita con certezza la paternità.
 Altrettanto controversa è l'attribuzione del Supplementum (Complementum) IIIae Partis Summae Theologiae S. Thomae Aquintis. Le tre principali opere teologiche sono:
- Lectura super Evangelium
- Quaestiones in Summam Sancti Thomae (Compendium Summae Theologiae), Konrad Fyner, Esslingen, 1473
- Conclusiones super IV libros Sententiarum, Fratelli della vita comune, Bruxelles, 1480.

Fra i vari trattati minori, si ricordano:
- Tractatus de divinis nominibus
- Tractatus de observatione festorum
- Tractatus de justo bello
- Tractatus de superstitiosis quibusdam casibus
- Tractatus de practica ejiciendi daemones
- Tractatus contra articulos Hussitarum.

Molti testi furono riprodotti in edizione a stampa oltreché manoscritti. Cionondimeno, lo studioso Antonius Gerardus Weiler non rinvenne manoscritti o copie stampate dei testi di logici di Enrico di Gorkum.